# León Ignacio Mangin
San León Ignacio Mangin (Verny, Moselle, Francia, 30 de julio de 1857; Zhujiane (Hebei), China, 20 de julio de 1900). Presbítero, santo y mártir jesuita.
Hijo de un juez de paz y sobrino del jesuita P. Eugene Brann (1822-1902). Estudió en los colegios de Metz y Amiens de los jesuitas. Ingresó a la Compañía de Jesús en 1875 al Noviciado de Saint-Achevi-lez-Amiens en Somme. Terminó Filosofía en Lovaina, Bélgica y fue destinado a las misiones de la China, partiendo hacia la China en 1882.
Terminó de estudiar teología en Zhangjiaz, tras lo cual pasó al distrito de Gucheng como misionero y además se encargó allí de un pequeño colegio con treinta internos. Habiendo hecho su tercera probación en 1890, se le nombró administrador del área de Hejianfu, que constaba de 240 parroquias y 200.000 cristianos. Posteriormente, reconstruyó la residencia de Zhenzhao en 1895 y a fines de 1897 se le encargó la Misión de Jingzhou, donde bautizó dos mil almas hasta 1899.
La Rebelión de los Boxers lo sorprendió en Zhujianhe donde con Pablo Denn, Marcos Ji Tianxiang y otras 11 personas más, resistieron un breve tiempo, pero ante la inminencia de la agresión, refugiaron a los cristianos en la iglesia local, y otros en el cementerio, donde unos fueron quemados y otros martirizados y decapitados y los cristianos que se salvaron fueron fusilados por los boxer.